# 朱汝瑾
朱汝瑾（1919年12月14日—2000年11月15日），江苏太仓人，化学工程专家。是诺贝尔物理学奖得主、前美国能源部部长朱棣文的父亲。

## 生平
- 1936年毕业于苏州中学，考入国立清华大学化学工程系。
- 1940年毕业于国立西南联合大学。[1]。
- 1946年，取得麻省理工学院化学工程博士学位。
- 1946年，擔任Shell Chemical Corp 技術專家之職。
- 1946年至1949年，擔任圣路易斯华盛顿大学助理教授。
- 1949年至1955年，擔任布鲁克林工学院副教授。
- 1955年至1966年，擔任布鲁克林工学院教授。
- 1963年，化工建設公司 技術總監。
- 1966年至1969年，擔任Rockwell International技術顧問。
- 1969年至1972年，擔任國立大學教授。
- 1972年至1993年，擔任Technology Beseutes Ins. 董事長。
- 1993年，轉任Technology Beseutes Ins.顧問一職。

## 家庭
父亲朱祝年是光绪年间文人，大妹朱汝昭早年留学日本，二妹朱汝华是美籍华人化学家，三妹朱汝蓉是化学教授。妻子李静贞为李书田之女，曾就读于麻省理工学院经济系。他的二儿子朱棣文是诺贝尔物理学奖获得者、第十二任美国能源部部长。大儿子朱筑文是斯坦福大学教授，从事生物化学和医药研究。小儿子朱钦文是美国著名律师。

## 榮譽
- 1964年，獲选第五届中央研究院（數理科學組）院士。[2]
- 1975年，榮獲美國化學工程師協會頒發的「化學工程貢獻獎」。
- 1993年，Fellow Awarded by Am. Society for Eng. Education on 100th Anniversary。
- 1960年，榮獲中國工程師學會頒發「成就獎」。